# Джозеф Генрі
Джо́зеф Ге́нрі (англ. Joseph Henry; 17 грудня 1797 — 13 травня 1878) — американський фізик, член Національної Академії Наук та її президент (1866 — 1878). Народився в Олбані, де і вчився в академії, а надалі й працював.
Праці присвячені електромагнетизму. Першим сконструював потужні підковоподібні електромагніти (1828). Відкрив у 1831 році принцип електромагнітної індукції (М. Фарадей першим опублікував відкриття індукції). Побудував електричний двигун (1831), виявив (1832) явище самоіндукції і екстраструми, знайшов причини, що впливають на індуктивність кола. Винайшов електромагнітне реле. Побудував телеграф, який діяв на території Пристанського коледжу, встановив у 1842 році коливальний характер розряду конденсатора.
Був одним з організаторів Американської асоціації розвитку наук (в 1849 році — президент) і Філософського товариства у Вашингтоні (з 1871 року — президент).
Американський фізик Джозеф Генрі — єдиний американець, якого  захоплювала проблема взаємодії електрики і магнетизму. Як з'ясувалося, ще у 1830 році він спостерігав явище електромагнітної індукції. Однак Генрі не заперечував пріоритету Фарадея, керуючись мудрим і справедливим правилом — першовідкривачем вважається той, хто раніше опублікував відкриті ним явища.